# Risone
Il risone è il riso raccolto allo stato grezzo. 

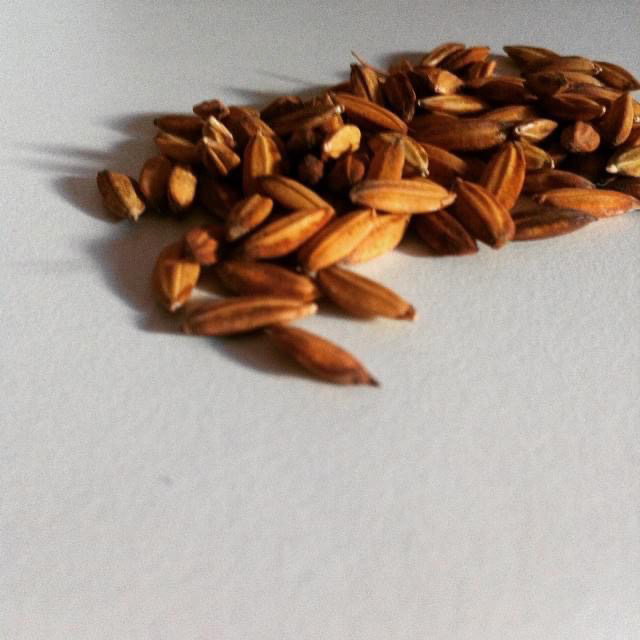
Chicchi di risone Carnaroli

Chiamato anche riso greggio o riso grezzo o rivestito, si tratta di un chicco di riso completo di tutte le sue parti, compreso lo strato più esterno chiamato lolla, corrisponde cioè al chicco di riso appena raccolto, prima della lavorazione. 
La raccolta del risone avviene, a seconda della varietà e del luogo di coltivazione, fra l'inizio di settembre e la fine di ottobre. Alla fase di raccolta segue la fase di essiccazione: in questa fase la riduzione dell'acqua all'interno dei chicchi passa in media dal 25% al 14%. Oggi i processi di essiccazione avvengono attraverso appositi essiccatoi industriali attraverso l'utilizzo di aria a temperatura variabile tra i 30 e i 45 °C. 
Per fare in modo che il riso diventi commestibile è necessario rimuovere lo strato più esterno attraverso un processo di sbramatura. Al suo interno si trova il chicco di riso integrale, che può a sua volta essere lavorato per diventare bianco.
Il risone, come i risi lavorati e i sottoprodotti, ha quotazioni che variano in base ai mercati e alle tipologie di prodotto. In Italia i mercati che quotano i prodotti risicoli sono otto: Novara, Verona, Vercelli, Milano, Mantova, Mortara, Bologna, Pavia.